# Samuel Gurney
Samuel Gurney (18 octobre 1786 - 5 juin 1856) est un banquier et philanthrope anglais de la famille Gurney de Norwich. Il ne faut pas le confondre avec son deuxième fils, Samuel (1816-1882), également décrit comme banquier et philanthrope, et député .

## Premières années et mariage
Gurney est né à Earlham Hall  près de Norwich, en Angleterre, le 18 octobre 1786, le deuxième fils de John Gurney (1749–1809), un banquier quaker de Norwich, et Catherine, la fille de Daniel Bell (1728– 1750), un marchand londonien de Stamford Hill. La banque familiale Gurney est fondée en 1770.
Gurney fait ses études à Wandsworth, Surrey, et à Hingham, Norfolk. Il est le frère de Joseph John Gurney, Daniel Gurney (1791–1880)  Elizabeth Fry, Louisa Gurney Hoare (1784–1836)  l'épouse de Samuel Hoare et Hannah Buxton, l'épouse de Thomas Fowell Buxton. À l'âge de 14 ans, Gurney est placé dans le comptoir de son beau-frère, Joseph Fry (1777–1861)  marchand de thé et banquier, à St Mildred's Court, Poultry, dans la ville de Londres .

## Overend, Gurney et compagnie
La richesse qui est venue à Gurney de son beau-père et ce qui lui est légué par son père, l'aident à faire des progrès rapides en tant qu'associé dans Richardson et Overend, avec lesquels il se lie en 1807 . L'entreprise est fondée en 1800 par Thomas Richardson, commis d'un escompteur de billets de Londres, et John Overend, commis en chef de la banque Smith, Payne & Company à Nottingham, les Gurney fournissant le capital. À cette époque, l'escompte de factures est pratiqué sporadiquement par des marchands ordinaires en plus de leurs activités habituelles, mais Richardson pense qu'il y a de la place pour une maison londonienne qui se consacrerait entièrement au commerce des factures. Cette idée originale s'avère un succès instantané. À la mort de son père en 1809, Samuel Gurney prend le contrôle de la banque de Norwich. En même temps, il prend le contrôle de Richardson and Overend, dont le nom est ensuite changé en Overend, Gurney and Company .
Peu de temps après l'entrée de Gurney dans l'entreprise, celle-ci commence à prendre des proportions qui en font, pendant environ quarante ans, la plus grande maison de discount au monde. Au début, n'escomptant que des effets, elle se met bientôt à prêter de l'argent sur toutes sortes de titres. Dans la panique de 1825, la firme peut prêter de l'argent à de nombreuses maisons pour les dépanner ; cela les rend encore plus favorables. Gurney est connu comme "le banquier des banquiers", et de nombreuses entreprises qui traitaient auparavant avec la Banque d'Angleterre commencent maintenant à déposer leur excédent de trésorerie entre ses mains. Au moment de la mort de Gurney en 1856, on calcule que la maison détient des dépôts s'élevant à 8 millions de livres sterling. Néanmoins, la banque s'effondre en 1866, devant des millions.

## Intérêts philanthropiques
Au cours des dernières années de sa vie, les entreprises caritatives et philanthropiques monopolisent presque l'attention de Gurney .
Gurney participe aux efforts de Joseph John Gurney, Fowell Buxton et Elizabeth Fry pour l'amélioration de la discipline carcérale et la réforme du code pénal. Il refuse de poursuivre un homme qui a utilisé son nom pour faire un faux, sachant bien que la mort est la punition pour un tel crime.
Gurney assiste à la Convention mondiale contre l'esclavage de 1840 à Londres et il est une figure de proue de la peinture qui se trouve maintenant à la National Portrait Gallery de Londres . Il est au premier plan du tableau de gauche.
La deuxième convention internationale anti-esclavagiste a lieu en 1843 lorsque Gurney est le président de la convention . Richard Peek prend la présidence de la convention lorsque Gurney doit partir.
Il s'intéresse également à l'expédition du Niger de 1841 . En mars 1841, il reçoit le capitaine Henry Dundas Trotter, le commandant William Allen et un grand nombre d'officiers de l'expédition lors d'un dîner d'adieu à Upton.
Gurney est un mécène libéral de la colonie naissante du Liberia, entretient une correspondance avec le président Roberts et, pour ses nombreux dons, est récompensé par l'attribution de son nom à une ville de Gallenas en 1851.
Il devient trésorier de la British and Foreign School Society en 1843 et occupe ce poste jusqu'à sa mort.
En 1849, Gurney entreprend une tournée en Irlande, où il fait des dons considérables aux pauvres qui souffrent encore des effets de la famine.
En 1853, il accompagne une députation envoyée à Napoléon III pour exprimer le désir d'une longue continuation de paix et d'amitié entre l'Angleterre et la France. À l'initiative de Gurney, le Poplar Hospital for Accidents, premier hôpital de secours pour les dockers, est ouvert en 1855. En 1853, il participe à la construction d'un bâtiment de mission, qui devient plus tard l'église paroissiale de St Paul's Church, Stratford.

## Mort et enterrement
L'épouse de Samuel Gurney meurt à Ham House, Essex, le 14 février 1855, et à l'automne de cette année-là, sa propre santé étant très altérée, il installe sa résidence à Nice. L'état de santé s'aggravant au printemps de 1856, il se hâte de rentrer chez lui, désireux de finir ses jours dans son propre pays parmi les siens. Il arrive à Paris, mais ne peut aller plus loin et meurt dans un hôtel de cette ville le 5 juin 1856, à l'âge de 69 ans .
Il est enterré au cimetière des Amis à Barking le 19 juin. Il laisse neuf enfants et plus de quarante petits-enfants, mais son fils aîné, John Gurney (1809–1856) d'Earlham Hall, ne lui survit pas longtemps et meurt le 23 septembre 1856. Gurney est l'auteur d'une brochure To the Electors of South Essex 1852, dans laquelle il recommande l'élection de son gendre Sir Edward North Buxton.

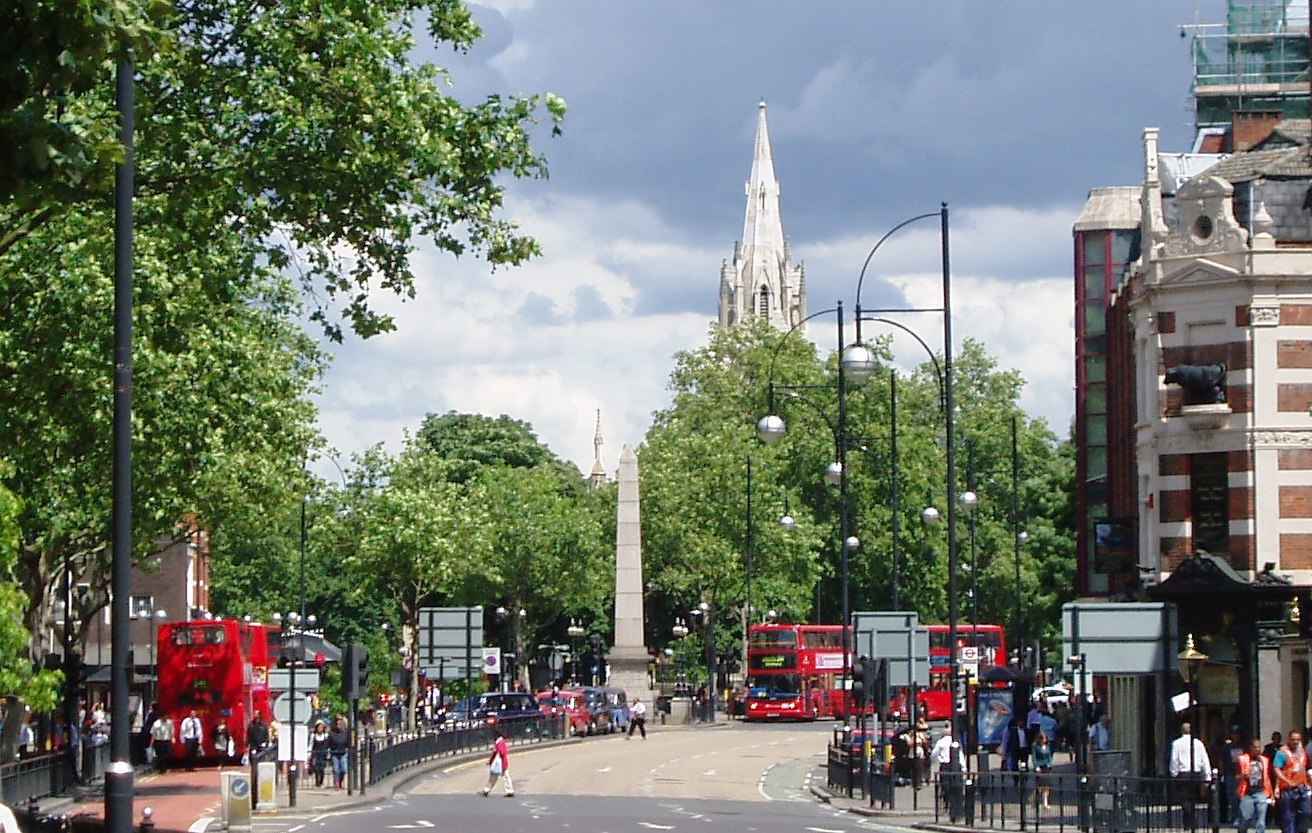
L'obélisque Gurney Memorial de 12,8 mètres de haut à Stratford Broadway

En 1861, une fontaine à boire commémorative, sous la forme d'un grand obélisque de granit, est dévoilée à la mémoire de Gurney. Conçu par John Bell, il se dresse au milieu de Broadway à Stratford. Il porte l'inscription (une paraphrase du Livre de Job, chapitre 29 verset 11) EN SOUVENIR DE SAMUEL GURNEY / QUI EST MORT LE 5 JUIN 1856 / ÉRIGÉ PAR SES COLLÈGES PAROISSIENS ET AMIS / 1861 / "Quand l'oreille l'entendit alors il bénit" 

## Échec d'Overend, Gurney and Co.
Le grand établissement commercial d'Overend, Gurney &amp; Co., que Gurney a amené à une position de richesse et d'influence sans précédent, après être passé entre des mains moins compétentes, est réorganisé en société par actions en août 1865, mais fait faillite le 10 mai 1866., alors que son passif s'élevait à 11 millions de livres sterling, ruinant certains des Gurneys ainsi que de nombreux autres investisseurs. Cependant, la banque Gurney et la plupart des membres de la famille Gurney échappent aux pertes.

## Famille
Le 7 avril 1808, Gurney épouse Elizabeth, fille de James Sheppard de Ham House, Upton, Essex, une belle résidence qui passe en 1812 au jeune couple, et est leur demeure pendant presque toute leur vie conjugale. Ils ont trois fils et six filles  John, Samuel, Henry Edmund, Sarah, Catherine, Elizabeth, Priscilla, Rachel et Richenda.
Samuel Gurney est le deuxième des trois fils du mariage. La deuxième fille Catherine épouse Edward Buxton (2e baronnet). Leur fille Elizabeth épouse Ernest de Bunsen (en). Priscilla épouse William Henry Leatham (en).